# ناطق رسمي
الناطق الرسمي أو المتحدث الرسمي وظيفة في الحكومة والمؤسسات. وهو الشخص المكلف بإذاعة ما يراه مناسبا من أخبار ومعلومات واتجاهات وقرارات تتعلق بالحكومات وسياساتها ومواقفها المختلفة إزاء القضايا المختلفة التي تهم الحكومة أو تهم الرأي العام ووسائل الإعلام.
ولم تعد وظيفة الناطق الرسمي تقتصر على الحكومات أو الحكام، فقد أصبحت هذه الوظيفة في عصرنا الحالي معروفة لكافة الأطر والهيئات السياسية وغير السياسية مثل الأحزاب والجمعيات والأندية الرياضية والفنية وبعض الفنانين المشهورين، بل إن بعض شركات القطاع الخاص (مايكروسوفت، جوجل، شركة موتورولا، الشركات الصناعية الكبرى) وظفت ناطقا رسميا لها ليكون على صلة بالرأي العام ووسائل الإعلام المختلفة. وفي بعض الدول، تجد الناطق الرسمي باسم بعض القطاعات العامة أو مؤسسات وأجهزة الدولة، ففي دولة إسرائيل مثلاً تجد الناطق الرسمي باسم الجيش الإسرائيلي الذي يتوجه إلى الرأي العام العربي بلغته العربية، وكذا في الولايات المتحدة، وفي كثير من أجهزة الأمن العام العربية تجد الناطق الرسمي أو الناطق الإعلامي باسم هذا الجهاز أو ذلك.
إن وظيفة الناطق الرسمي (باسم الحكومة مثلاً) هي التعامل مع وسائل الإعلام، وبالتالي مع الرأي العام، للتعبير عن موقف ورأي الحكومة في قضايا معينة - حيث تُترَكُ المسائل الحسّاسة جداً لرئيس الحكومة - ولنقل ملخص عن نتائج الجلسات الحكومية. وليس بالضرورة أن يكون الناطق الرسمي عضواً في الحكومة، ولكنّه في حال كونه عضواً، فوظيفة الناطق الرسمي ليست وظيفته المحددة.
لم تكن وظيفة الناطق الرسمي حكرا على الأنظمة البرلمانية أو الديمقراطية، حيث تتصرف الحكومة بشكل جماعي وتجتمع باستحقاقات ثابتة. في الأنظمة الرئاسية، يصبح المنصب تحت مسمّى الناطق الرسمي باسم الرئيس.
لكن ذلك لم يمنع الأنظمة الشمولية من اعتماد ناطقا رسميا لها وإن اختلفت التسميات، فهو قد يكون (وزير الثقافة، أو وزير الإعلام، أو وزير الاتصالات وتكنولوجيا المعلومات. أو حتى الناطق الإعلامي أو الناطق الرسمي)، ومن أشهر الناطقين الرسميين باسم الانظمة الشمولية، «محمد سعيد الصحاف» الذي كان ناطقا باسم النظام العراقي في عهد صدام حسين، وعرف أيضا غوبلز في عهد حكومة هتلر أثناء الحرب العالمية الثانية.

## التاريخ
كانت لها أهمية اسثنائية منذ مراحل مبكرة لقيام الأنظمة السياسية، وقبل تطور وسائل الإعلام الحديث، إذ تشير سجلات التاريخ أن الكثير من السلاطين أو الحكام والملوك كانوا يخصصون موظفا معينا ليقوم بدور الناطق الرسمي دون أن يحمل ذلك المسمى، أو على الأقل ليقوم ببعض مهامه.
وكانت الأنظمة القديمة تعتمد على موظفين مختلفين لإذاعة أخبار معينة خصوصا ما يتعلق بالأوامر والنواهي أو إذاعة أخبار الانتصارات وغيرها. وكان بعض الشعراءأو الحكائين يقومون بمثل هذا الدور لصالح بعض الحكام والسلاطين، خصوصا في المجتمعات الشرقية.
فقد عُرفت وظيفة (المنادي أو المذيع) في الأنظمة السياسية الشرفية، وهو رجل يقوم بإعلان القرارات والفرمانات التي يصدرها الحاكم أو السلطان، إذ يدور المنادي في الأسواق وبين المناطق السكنية، إما مشيا على الأقدام أو ركوبا على الدواب، ليخبر الناس بنص القرار أو الفرمان مصاحبا ذلك بضرب الدف أو الطبل ليلفت انبتاه الناس.
وفي العصور الحديثة، ومنذ اختراع الطباعة في القرن الخامس عشر، بدأ الحكام يعلنون عن أخبارهم وسياساتهم عبر المنشورات المطبوعة، وعرفت هذه الظاهرة في الدول الغربية، كون الطباعة نشأت فيها قبل غيرها. ومن المحتمل ان الحضارة الصينية عرفت ذلك قبل الغربيين، لأن الصينيين عرفوا أشكالا متطورة من الطباعة وصناعة الأخبار قبل العرب بمئات السنين كما أشارت بعض المصادر التاريخية.

## الاتصال السياسي
إن دراسة وظيفة الناطق لا بد أن تأتي في سياقات أكبر أهمها سياق الاتصال السياسي، إذ إن هدف الناطق الرسمي يتمثل في تحقيق أثر سياسي سواء في أوساط الرأي العام، أم في أوساط نخب سياسية أم فئات معينة من فئات «الفاعلين السياسيين» أو «المفعول بهم» أيضاً.
عرف الاتصال السياسي بأنه "النشاط السياسي الموجه الذي يقوم به الساسة أو الإعلاميون أو عامة أفراد الشعب والذي يعكس اهدافاً سياسية محددة تتعلق بقضايا البيئة السياسية وتؤثر في الحكومة أو الرأي العام أو الحياة الخاصة للأفراد والشعوب من خلال وسائل الاتصال المتعددة.